# Eriodictyon altissimum
Eriodictyon altissimum är en strävbladig växtart som beskrevs av Philipp Vincent Wells. Eriodictyon altissimum ingår i släktet Eriodictyon och familjen strävbladiga växter. Inga underarter finns listade i Catalogue of Life.